# Félix Narjoux
Félix Narjoux (Chalon-sur-Saône, 19 de diciembre de 1836-Sèvres, 1891) fue un arquitecto y escritor francés.

## Biografía
Su padre, Lazare, era también arquitecto, de la misma manera que su hijo, André-Félix Narjoux.
Accedió a la Escuela de Bellas Artes en 1854, donde fue alumno de Simon-Claude Constant-Dufeux. Asimismo, trabajó durante varios años bajo la dirección de Eugène Viollet-le-Duc. Se encargó de la restauración de la catedral de Limoges, conducida en 1857, y ejerció de arquitecto en las ciudades de Niza y París en las décadas de los sesenta y setenta. Allí construyó, entre otros edificios, escuelas.
Fue también autor de numerosos libros sobre arquitectura y viajes.

## Obras
| - Architecture communale, prefacio de Eugène Viollet-le-Duc (tres volúmenes, 1870-1880) I-II. Hôtels de ville, mairies, maisons d'école, salles d'asile, presbytères, halles et marchés, abattoirs, lavoirs, fontaines, etc. III. Architecture scolaire : écoles de hameaux, écoles mixtes, écoles de filles, écoles de garçons, groupes scolaires, salles d'asiles, écoles professionnelles, écoles normales primaires. - Habitations modernes, avec Eugène Viollet-le-Duc (2 volumes, 1874-1875) - Notes de voyage d'un architecte dans le nord-ouest de l'Europe [Holanda, Alemania, Dinamarca], croquis y descripciones (1876) - Les Écoles publiques en France et en Angleterre : construction et installation ; documents officiels ; services extérieurs ; services intérieurs ; salles d'asile ; mobilier scolaire ; services annexes (1877) - Les Écoles publiques, construction et installation en Belgique et en Hollande (1878) - Écoles primaires et salles d'asiles : construction et installation à l'usage de MM. les maires, délégués cantonaux et membres de l'enseignement primaire (1879) - Les Écoles normales primaires, construction et installation (1880) | - Paris, monuments élevés par la ville 1850-1880 (cuatro volúmenes, 1880) - L'Aventure de William Knobbs (1882) - Histoire d'une ferme (1882) - Histoire d'un pont, Hachette, col. «La Bibliothèque des merveilles» (1884) - L'Italie des Italiens (1884) - En Allemagne. La Prusse et ses annexes, le pays, les habitants, la vie intérieure (1884) - Monsieur le député de Chavone (1885) - Monsieur le préfet des Hauts-Monts (1885) - En Angleterre. Angleterre, Écosse (les Orcades, les Hébrides), Irlande, le pays, les habitants, la vie intérieure (1886) - Le Ministère de Martial Ravignac (1886) - Francesco Crispi, l'homme public, l'homme privé (1890) - Français et Italiens (1891) |